# Capparis umbonata
Capparis umbonata är en kaprisväxtart som beskrevs av John Lindley. Capparis umbonata ingår i släktet Capparis och familjen kaprisväxter. Inga underarter finns listade i Catalogue of Life.